# Arika Kimura
Arika Kimura (木村 有香, Kimura Arika), né le 1er mars 1900 et décédé le 9 août 1996, est un botaniste japonais, professeur de botanique à l'université du Tōhoku. D'autre part, une espèce d'araignées, Heptathela kimurai, a été nommée en son honneur.